# Horca (herramienta)

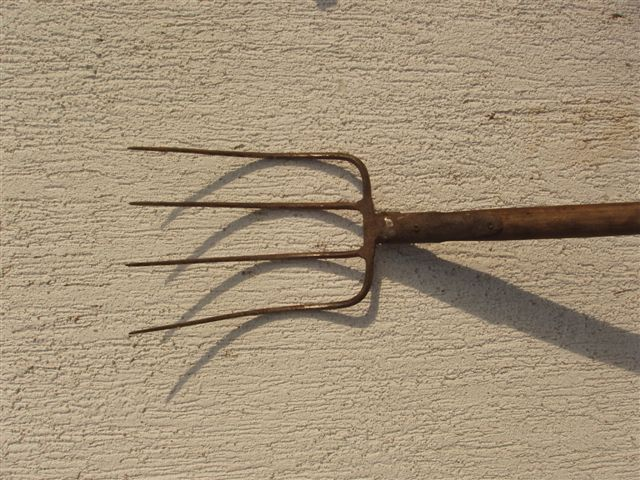
Horca de cuatro dientes de hierro.

Una horca (del desusado forca, y este del latín furca), bieldo, horquillo, horquilla u horqueta, o pala de ganchos es una herramienta o apero de labranza. Está formada por un mango largo, usualmente de madera, que acaba en dos o más puntas llamadas “gajos” o "dientes"; estos pueden ser del mismo material o formar una pieza distinta, de madera o metal, encajada en el asta. Con ella se levantan y mueven materiales sueltos, como paja, mieses u hojas secas.

## Historia

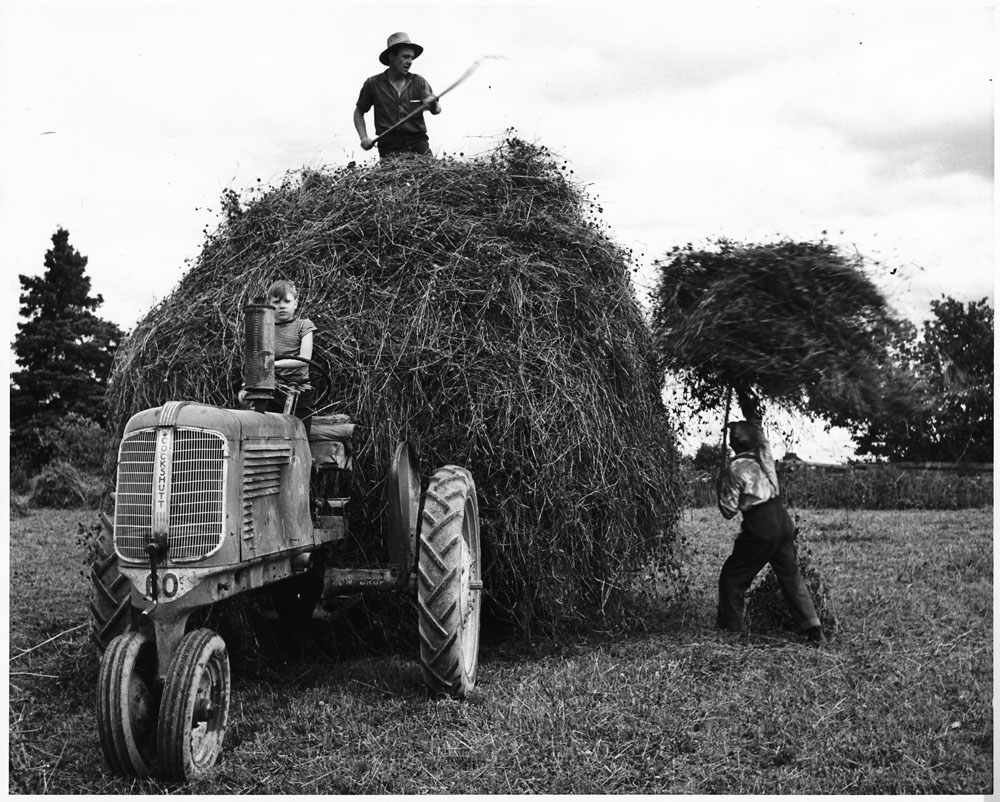
Dos hombres cargando heno con unas horcas en un remolque arrastrado por un tractor, 1930-1960.

Originalmente, las horquillas estaban hechas de madera con una horquilla natural de una rama de árbol, de ahí su nombre. Los tenedores de tres puntas eran muy populares. El cornejo proporcionaba las mejores horquillas. Pero las famosas horquillas Sauve son producidas con madera de lodón.
En su día, la horca también se utilizaba con frecuencia como arma por aquellos que no podían acceder a las espadas o, más tarde, a los rifles. Las primeras horquillas utilizadas en equipos móviles se montaron en los tractores John Deere.

## Tipos

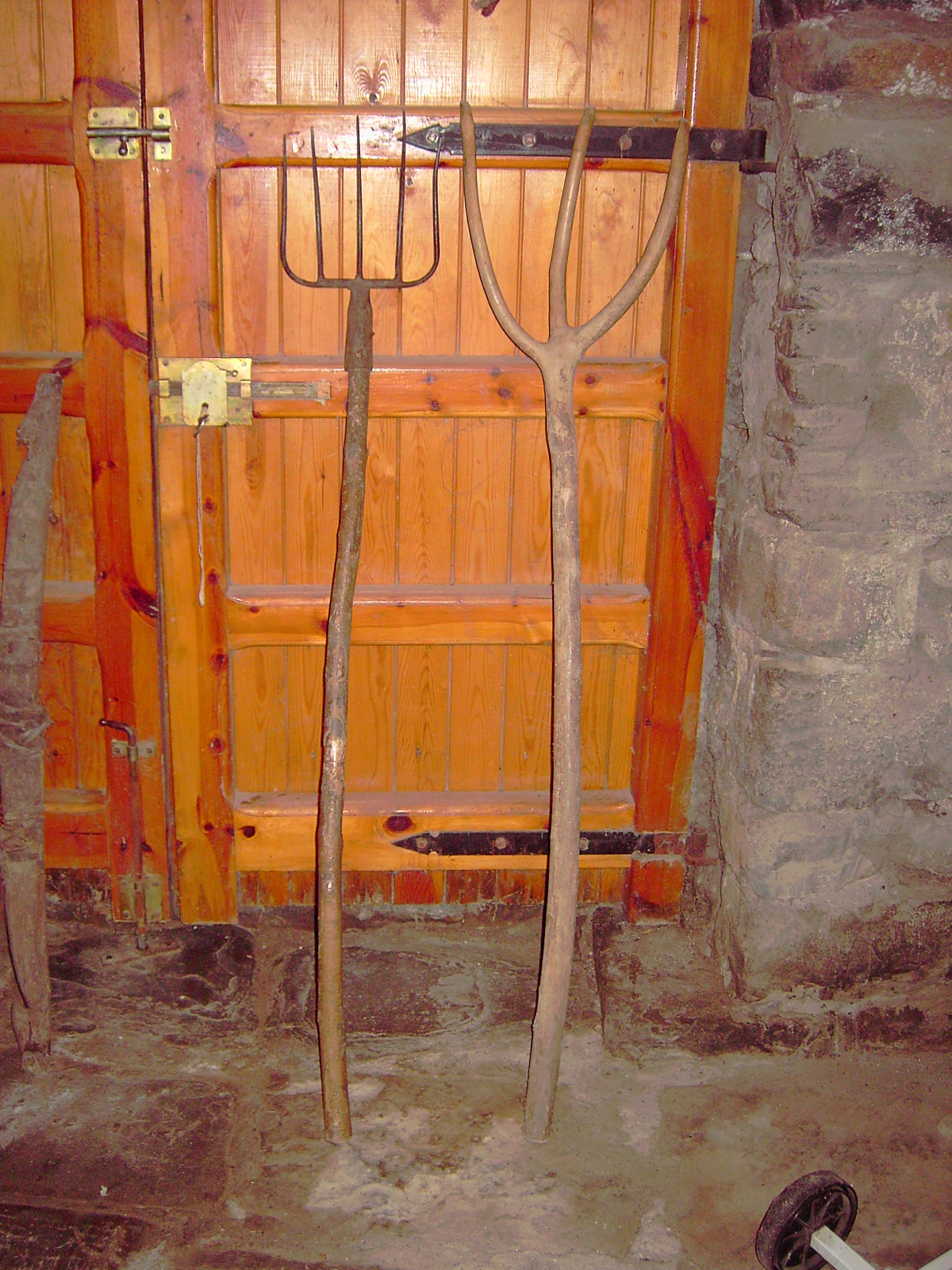
Horquilla de hierro con cuatro púas y horca de madera de tres púas.

- De puntas de madera (para materiales no muy pesados, paja, mies):
  - Horca de carga (con hasta ocho púas y estructura más amplia para recoger más material). Compuesta por varias piezas de madera
  - Horca larga de carga (de mango más largo para alcanzar el carro o lugar de almacenamiento). Compuesta, en ocasiones, por una única pieza de madera adaptada y cortada de la rama de un árbol
- De puntas de hierro y, en ocasiones, mango de hierro
  - Horca de carga (con tres o cuatro púas). Usada para material de forraje.

## Tipología en la Comunidad Valenciana
- Horca clara. Herramienta de madera con mango largo de dos manos con tres horcones -también llamados púas o "pollegons"- en la punta. Se utiliza para remover y aventar la cosecha.[3] Para el mismo uso también se utiliza la horca de dos picachos, que sólo tiene dos horcones.[4]
- Horca espesa. Se diferencia de la horca clara por tener seis o siete horcones. Sirve para aventar la cosecha. Para aventar la paja mezclada con el grano y el cascabillo usa la fuerza de "triança" (horca de más de dos horcones, que sirve para el grano de las últimas pajas), de cinco o seis horcones.[3]
- Horca pajar. Esta variedad es más grande, tiene un mango más largo (2 m), cinco o seis horcones también de longitud mayor que en otras horcas (50 a 60 cm) y más separados (8 o 10 cm). sirve para levantar la paja, meterla en el pajar, en el carro o embalarla.[4]
- Horca de estiércol. Esta herramienta consiste en un cañón o canuto con cinco horcones. El mango es largo para usar ambas manos. El uso principal es cargar estiércol en los serones (sera grande, especie de capazo de esparto, más ancha que larga que se usaba para llevar cargas en las caballerías) puestos a machos u otras bestias de carga.[3]
- Horca "fementera". Esta herramienta es muy diferente de la horca de basura, a pesar de tener nombres similares. La horca "fementera" es un palo con cinco o seis puntas de hierro que se utiliza para revolver, esparcir y apelotonar el "fem" o abono.[4]
- Horca de mango de madera. Es una herramienta de madera y hierro. El mango de madera soporta dos picachos de hierro. Sirve para cargar haces de leña.[4]

## Manufactura
Las horcas solían tallarse en madera. El desgaste era muy alto. Hoy en día, la cabeza de la horquilla se fabrica mediante forja de acero de alta calidad. La durabilidad es mucho mayor. La horquilla se fija al mango mediante una abrazadera de resorte o mediante un ojal forjado y un clavo o tornillo. La abrazadera de resorte es un componente independiente de dos piezas hecho de chapa, que consta de una camisa y una caperuza. La abrazadera encierra completamente el mango de madera en su extremo y se fija a la madera con dos clavos. A continuación, la horquilla se introduce firmemente desde abajo en la madera del mango mediante un mandril y la abrazadera elástica evita que la madera se parta.

## Uso
La horca todavía se usa hoy en día en todas las granjas como una herramienta universal para muchas tareas, aunque su importancia ha disminuido debido a la mecanización de la agricultura. Se utiliza tanto para limpiar un establo, es decir, para retirar los excrementos de animales en una carretilla, como para esparcir el estiércol como fertilizante. Al sacar el estiércol, los dientes a menudo se raspan verticalmente sobre el suelo de cemento o piedra para aflojar los excrementos. 

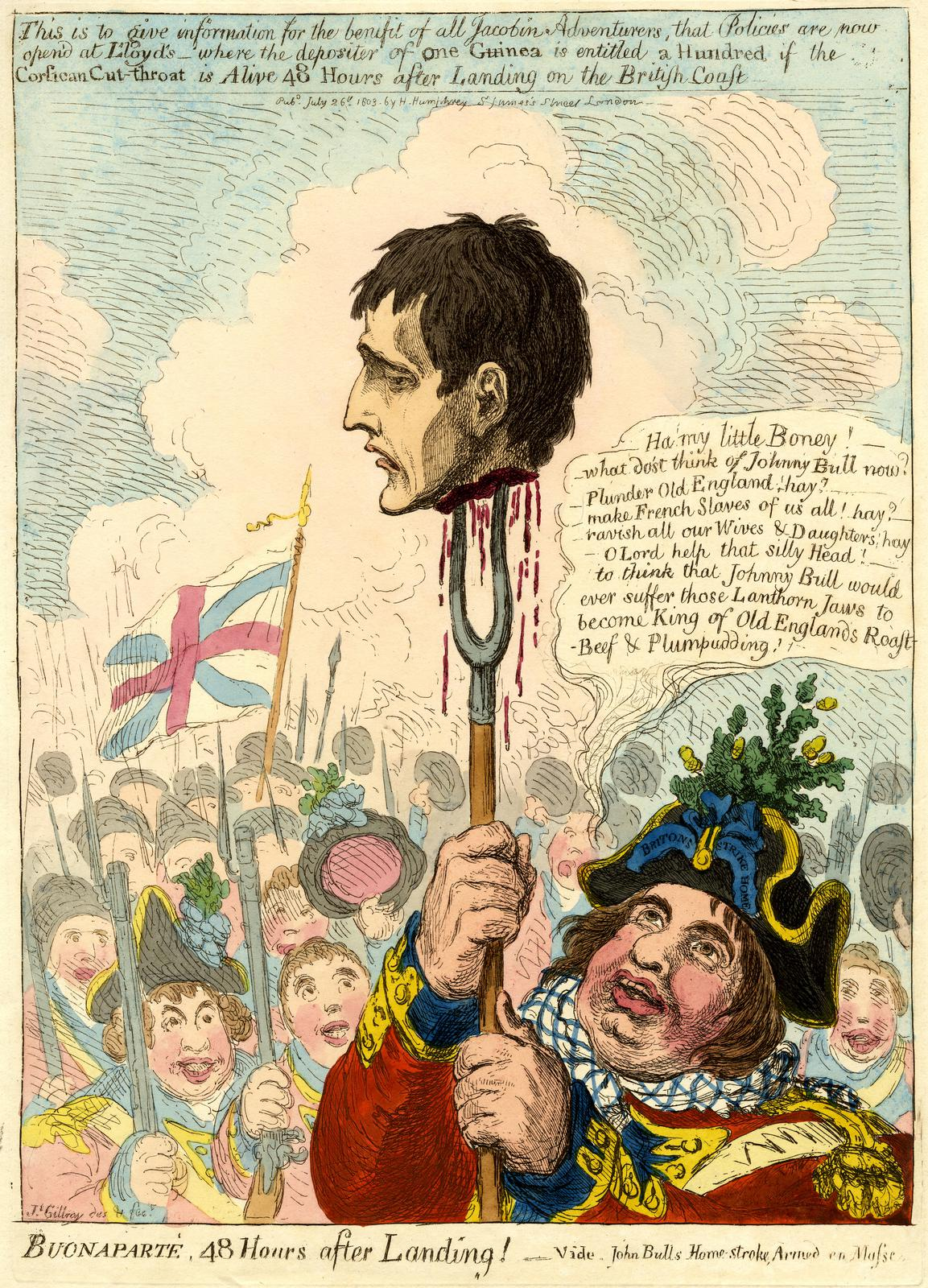
Panfleto de propaganda: Napoleón Bonaparte, 48 horas después de llegar un icono británico de John Bull comanda una horquilla con la cabeza de Napoleón Bonaparte para representar la presunta invasión francesa de Gran Bretaña. Grabado coloreado a mano de la época de Napoleón I Emperador, cuando la Propuesta de invasión napoleónica del Reino Unido, en el British Museum.

## En la cultura popular

### Expresiones en la lengua relacionadas con horca
La expresión pasar bajo las horcas caudinas tiene su origen en un desfiladero en forma de horquilla que se estrecha cerca de Caudium, donde los romanos, que se habían dejado encerrar por los Samnitas, se vieron obligados a pasar y fueron derrotados. Por extensión, "pasar por debajo de las horquillas" significa capitular y aceptar las condiciones del más fuerte.

### Mitología y simbolismo

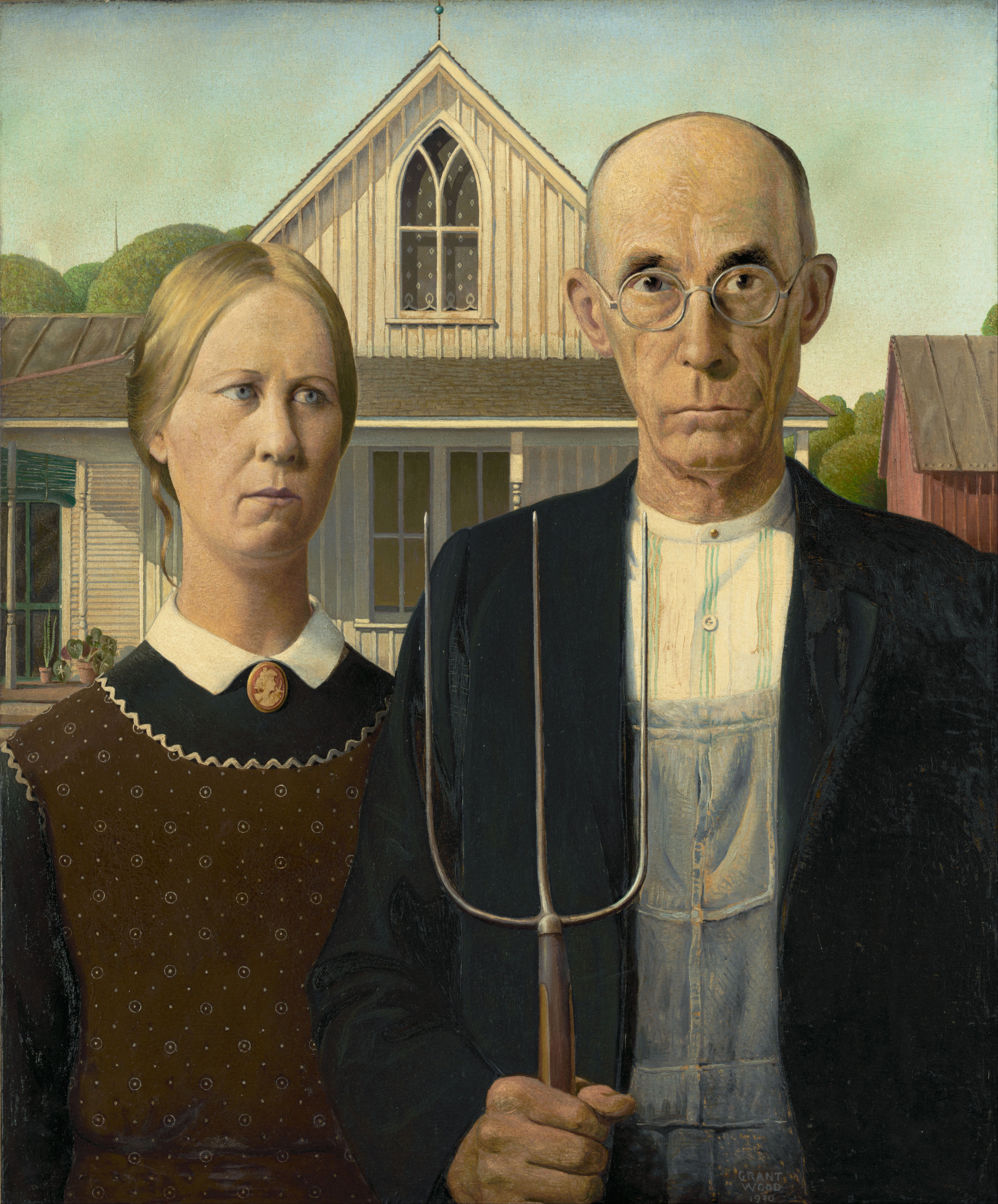
Pintura titulada American Gothic (Gótico estadounidense) de Grant Wood (1891–1942), en el Art Institute of Chicago.

El dios griego del mar Poseidón está representado con un tridente de pescador en sus manos. Debido a la similitud entre el tridente y las horcas en la mitología cristiana, el diablo a menudo se representa con horcas con las que atormenta a los pecadores en el infierno.
Las horcas son un símbolo frecuente de asociaciones campesinas y partidos políticos, así como un motivo frecuente de obras de arte.

## Otros objetos relacionados con las horcas
Muchos tipos de objetos y conceptos donde un elemento se divide en dos o tres direcciones divergentes están relacionados con las horcas:
- Un tenedor es una horca pequeña que se utiliza desde el siglo XI para comer.
- una horquilla de bicicleta
- La horca de guerra es un arma que fue utilizada entre los siglos XVI y XIX.

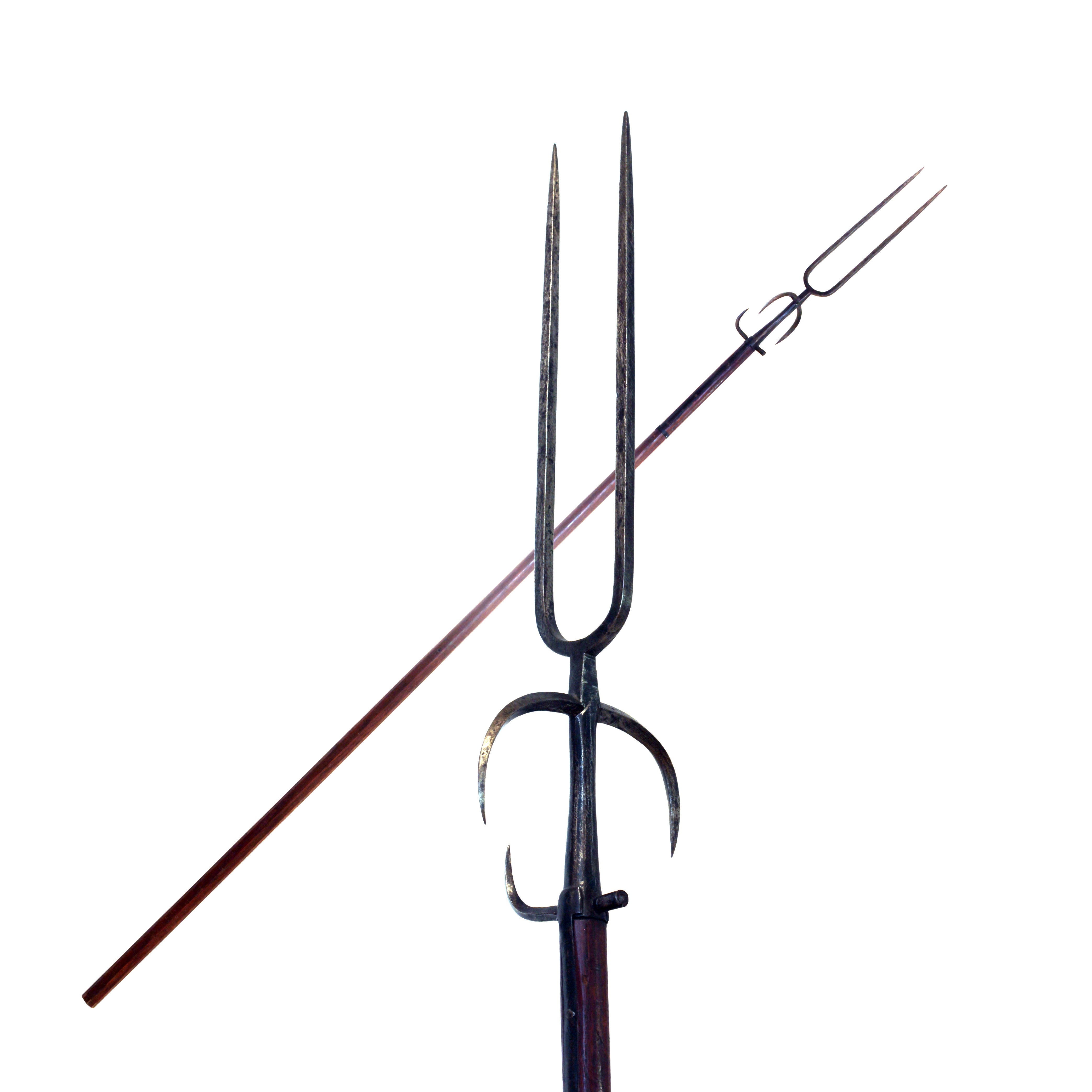
Una horca como arma de guerra, de finales del y principios del, Morges military museum.

- un camino que se separa se llama bifurcación
- una carretilla elevadora con horquilla, en agricultura, construcción, transporte y almacenamiento, se utiliza para levantar palés y otros objetos pesados